# Tambon Bun Rueang
Tambon Bun Rueang (Thai: บุญเรือง) is een tambon in de amphoe Chiang Khong in de changwat Chiang Rai. De tambon telde in 2005 7.054 inwoners en bestaat uit 10 mubans.